# تيتسويا آبي
تيتسويا آبي مواليد 24 يونيو 1983 في هوكايدو، هو لاعب كرة قدم ياباني سابق كان يلعب كحارس مرمى.

## المسيرة الاحترافية

### أندية لعب لها
- كونسادول سابورو

## روابط خارجية
- تيتسويا آبي على موقع رابطة كرة القدم اليابانية للمحترفين (اليابانية)